# Berriac
Berriac – miejscowość i gmina we Francji, w regionie Oksytania, w departamencie Aude. Przez gminę przepływa rzeka Aude. 
Według danych na rok 1990 gminę zamieszkiwało 527 osób, a gęstość zaludnienia wynosiła 197 osób/km² (wśród 1545 gmin Langwedocji-Roussillon Berriac plasuje się na 504. miejscu pod względem liczby ludności, natomiast pod względem powierzchni na miejscu 1098).